# کارل مکرون
کارل مکرون (انگلیسی: Karl B. McEachron; ۱۷ نوامبر ۱۸۸۹ – ۲۴ ژانویهٔ ۱۹۵۴) دانشمند اهل ایالات متحده بود.
وی همچنین برندهٔ جوایزی همچون مدال ادیسون انجمن مهندسان برق و الکترونیک شده است.